# Kinshasa, la Città dell'Immaginario
La mostra Kinshasa, la Città dell'Immaginario (titolo originale Kinshasa, the Imaginary City) è un'installazione presentata, dal 12 settembre al 7 novembre 2004, all'interno del padiglione belga alla nona Mostra internazionale di architettura di Venezia. 
L'installazione, vincitrice del leone d'oro per la migliore partecipazione nazionale, è stata poi riproposta nel 2005 al "Bozar" (Brussels' National Art Gallery) di Bruxelles e nel 2006 alla "Johannesburg Art Gallery" di Johannesburg.

## Storia
Hanno collaborato alla realizzazione dell'esposizione all'interno del padiglione belga presso i giardini della Biennale: Katrien Vandermarliere (commissario), Filip De Boeck e Koen Van Synghel (curatori), Marie-Françoise Plissart (espositrice).
La mostra è un'installazione composta da foto, video, interviste e un libro che intendono narrare l'identità di Kinshasa.
Sia la mostra che il libro che la accompagna, sono il risultato delle ricerche di Filip De Boeck, professore di antropologia presso il Centro di ricerca africano di Lovanio (Belgio), e la fotografa Marie Françoise Plissart hanno sviluppato sulle città congolesi.
I video e le fotografie che costituiscono il cuore della mostra sono stati realizzati tra il 2000 e il 2004, durante il soggiorno a Kinshasa di De Boeck e Plissart.
La prima volta di Plissart in Congo è su invito dello studio di urbanistica di Bruno de Mallon. In quell'occasione scatta le foto che, esposte in una mostra a Kinshasa, convinceranno De Boeck a tornare in Africa con la fotografa per girare un film sulle sponde del fiume che attraversa la città di Kinshasa.
Nel 2003 dall'incontro fra De Boeck, Plissart e l'architetto Koen Van Singhel nasce il progetto presentato alla Biennale di Venezia.
L'intera operazione è sviluppata con il supporto del Ministro della cultura della Comunità fiamminga del Belgio e dell'Istituto fiammingo di architettura, VAI (Vlaams Architectuur Institute).

## Descrizione

### Tema
La mostra affronta il dibattito sulle città africane post-coloniali, luoghi di sviluppo di "modernità alternative", proponendo una lettura del fenomeno che si propone di andare oltre il dato architettonico/urbanistico. Il titolo dell'installazione, Kinshasa, la Città dell'Immaginario, si riferisce alla volontà di definire Kinshasa, non tanto a partire dalla sua struttura urbanistica, quanto da ciò che la città rappresenterebbe nella mente delle persone: Kinshasa è infatti una di quelle metropoli che soffre il mal funzionamento delle infrastrutture. L'idea degli autori è che tutto si vada perciò definendo a partire dalla dimensione umana e che la principale infrastruttura della città sia quindi il corpo, che viene plasmato e rimodellato come fosse un oggetto architettonico. I curatori concentrano l'attenzione sul bisogno di ripensare i paradigmi classici di architettura e pianificazione urbana in funzione dell'infrastruttura umana.
L'intenzione è quella di mostrare quindi la topografia di una città che esiste solo nella mente degli abitanti autoctoni.
All'architettura tradizionalmente intesa si sostituisce, quindi, una nuova estetica legata all'eleganza dei corpi. 
L'installazione evidenzia inoltre il cortocircuito creatosi tra spazio pubblico e spazio privato e personale: lo spazio mentale degli abitanti di Kinshasa si nutre di credenze animiste mentre prediche ed esorcismi trasmessi in Tv accompagnano il commercio delle indulgenze. La città congolese ha infatti visto sorgere negli ultimi decenni un gran numero di chiese evangeliche, ognuna con un proprio canale televisivo in cui vengono trasmessi film e soap a tema religioso.

### Allestimento
La scenografia creata da Van Synghel per il Padiglione di Venezia utilizzava diversi supporti: televisori, immagini fotografiche, lavagne e documenti scritti.
Cinque televisori e uno schermo al plasma erano collocati all'interno dello spazio creando delle "unità significanti indipendenti": in una piccola stanza due televisori posizionati parallelamente affrontavanono il tema del corpo con frammenti del film Un jour l'avenir nous donnera raison, in cui un pugile si racconta sulle rive del fiume che attraversa Kinshasa, e con un video che riprendeva delle ballerine congolesi; dietro i due schermi venivano proiettate immagini delle strade si Kinshasa. 

Nella sala grande due schermi riproducevano le video-interviste fatte da De Boeck e Van Syinghel a Vincent Lombume Kalimasi (scrittore), Yoka Lye Mudaba (scrittore), Adelin N'Situ (psichiatra), Thierry N'landu Mayamba (attivista per i diritti umani). 

Il tema religioso era visualizzato riproducendo su uno schermo televisivo il film Karishika (film nigeriano che narra le vicende di una giovane ragazza di nome Karishika, considerata la regina del demonio e per questo esclusa dalla cerchia sociale dei "normali") e il documentario religioso prodotto da "Congo pour Christ", Si ton Dieu est mort essaie “le Mien“.
In uno schermo al plasma erano invece trasmessi programmi della televisione congolese. 
Le immagini fotografiche della Plissart, integravano i video e le interviste, con lo scopo di indurre alla riflessione sul ruolo considerato ormai preponderante del Cristianesimo.

## Realizzazione tecnica
- Curatori: Filip De Boeck e Koen Van Synghel
- Fotografie e video: Marie-Françoise Plissart
- Commissione: Vlaams Architectuureinstitute (VAI)
- Direttore: Katrien Vandermalier
- Direttore progettuale: Saskia Kloosterboer e Gert Renders
- Testi: Filip De Boek e Koen Van Synghel

## Pubblicazioni
La mostra e accompagnata dal libro curato da Filip De Boeck con foto di Plissart Kinshasa. Tales of the Invisible City edito da Ludion, 2004.
Il libro racconta tutte le interviste, i racconti di esperienze e le immagini che De Boeck e Plissart hanno raccolto durante la loro ricerca.